# Infantilismus
Der Begriff Infantilismus bezeichnet den Zustand des Stehenbleibens auf der Stufe eines Kindes und kann sich sowohl auf die körperliche als auch auf die geistige Entwicklung beziehen. Der Begriff stammt vom lateinischen Wort infantilis (deutsch kindlich) ab und hat in den einzelnen Fachgebieten genauer abgegrenzte Bedeutungen. Die Herbeiführung eines Infantilismus wird als Infantilisierung bezeichnet.

## Pflege/Medizin
Infantilismus – oder Infantilisierung in diesem Fall – zeigt sich oft in der Medizin und in der Langzeit-Pflege. Ausgelöst wird dies durch eine gewisse Hilfsbedürftigkeit bei Patienten, die sich nicht mehr um sich selber kümmern können und auch in intimen Situationen auf die Hilfe des Pflegepersonals angewiesen sind. Viele Pflegepatienten haben große Schwierigkeiten damit und reagieren darauf mit Frustration, Aggressivität oder sogar Depressionen.

## Psychologie
Infantilismus zeigt sich in der psychologischen Definition meist in Form von hemmungslosen, undisziplinierten, emotionalen Verhaltensweisen wie beispielsweise Trotz, Egozentrismus und Imponierverhalten, oder allgemeiner im Fehlen einer altersentsprechenden Selbstreflexion und dementsprechend meist in einer sozialen und/oder emotionalen Unreife. Man erwartet eine Liebe, die man nicht erst verdienen muss. Ein in diesem Sinne infantiler Mann erwartet von seiner Partnerin eine Fürsorge, wie von einer Mutter, eine insofern infantile Frau von ihrem Partner eine Führung wie von einem Vater. Zuweilen soll eine Art der Liebe nachgeholt werden, die von der eigenen Mutter oder dem Vater nicht gewährt worden ist. Infantilismus kann zum Beispiel bei kognitiver Behinderung vorkommen, aber auch als Abwehrverhalten gegenüber Mitmenschen und Frustrationen.

## Sexualität
Als Infantilismus bezeichnet man auch die Neigung einer Person, sich selbst in sexuellen Fantasien als Kind vorzustellen. Dahinter steckt das Bedürfnis, die aktive Rolle aus dem Alltag auszublenden und sich der Sehnsucht nach passiver Geborgenheit und Nestwärme durch die Übernahme eines kindlichen Bekleidungsstils und entsprechendem Verhalten hinzugeben. Es handelt sich um eine Form des von Magnus Hirschfeld definierten Metatropismus. Ein Ausleben dieser Neigung ist denkbar in Form von Rollenspielen, in denen die betreffende Person wie ein Kind behandelt wird. Die Partner sind oft älter, weil das die gesuchte Rollenidentität unterstreicht.
Ursache für diese Neigung dürfte ein früh (vor dem üblichen Alter der Pubertät) erwachter Sexualtrieb sein (vgl. Infantile Sexualität, Frühreife), denn viele Menschen haben lebenslang Fantasien mit Bezug auf die intensiv empfundene Phase des ersten sexuellen Interesses.
Infantilismus darf nicht mit Pädophilie verwechselt werden. Der Pädophile ist ein Erwachsener, der sich zu Kindern hingezogen fühlt; die zum Infantilismus neigende Person ist (in der eigenen Wahrnehmung bzw. im Selbstbild) selbst das Kind.

## Kultur-, Sozial- und Politikwissenschaften
In der Kulturwissenschaft verwendet Johan Huizinga den Begriff Puerilismus (von lateinisch puerilis ‚jungenhaft, kindlich‘) für von ihm als infantil eingeordnetes Verhalten Erwachsener in der Moderne. Hierzu zählt er das Bedürfnis nach banaler Zerstreuung, die Sucht nach Sensationen, die Lust an Massenschaustellungen, Unterstellung von bösen Absichten oder Motiven bei anderen und Unduldsamkeit gegen jede andere Meinung, maßloses Übertreiben von Lob und Tadel. Nach Norbert Elias, der etwa gleichzeitig wie Sigmund Freud zu seiner Theorie gelangt, wonach der Zivilisationsprozess als Prozess wachsender Impulskontrolle zu verstehen ist, vergrößert sich die Differenz zwischen dem Verhalten von Erwachsenen und Kindern im Laufe dieses Prozesses. Immer wieder sind jedoch zivilisatorische Rückfälle, massenpsychologische Regressions- und Entsublimierungsprozesse möglich, die er als infantil bezeichnet.

### Infantilisierung als regressive Entgrenzung
Der Medienwissenschaftler Neil Postman begriff infantiles Verhalten als Gegensatz zu dem von „normalen“ Erwachsenen, denen er insbesondere folgende Merkmale zuschrieb: „Fähigkeit zur Selbstbeherrschung und zum Aufschub unmittelbarer Bedürfnisbefriedigung, ein differenziertes Vermögen, begrifflich und logisch zu denken, ein besonderes Interesse sowohl für die historische Kontinuität als auch für die Zukunft, die Wertschätzung von Vernunft und gesellschaftlicher Gliederung“. Auf dieses Begriffsverständnis beziehen sich weitere Wissenschaftler, etwa der US-amerikanische Politologe Benjamin R. Barber, der deutsche Schulpädagoge und Schriftsteller Horst Hensel und der österreichische Literaturwissenschaftler Thomas Rothschild. Als Vorläufer dieser Perspektive kann Herbert Marcuse gelten, der den von Wilhelm Reich geprägten sexualpsychologischen Begriff der repressiven Entsublimierung auf die moderne westliche Kultur übertrug. Diese sei durch eine repressive Toleranz ihrer herrschenden Institutionen geprägt, lasse aber immer mehr Grenzüberschreitungen zu und mache Privates in skandalöser Form öffentlich.
Als Merkmale der Infantilisierungstendenz von Erwachsenen werden u. a. genannt: „Mitteilungsdrang gegenüber Fremden, Indiskretion; ein gewisser Zeigestolz; der Hang, seinen Spiel- und Zerstreuungsbedürfnissen zu fast jeder Zeit und ohne Rücksicht auf die Umgebung nachzugehen“ sowie die „fortlaufende Preisgabe des Privaten, Persönlichen“.

### Einfluss von Medien und Werbung
Während Postman angesichts der Verbreitung des steigenden Fernsehkonsums in den frühen 1980er Jahren argumentierte, dass durch das Medium Fernsehen Kinder und Erwachsene eine viel größere Schnittmenge aus Informationen und Erlebnissen besäßen und Kindheit nichts Spezifisches mehr sei, sondern verschwinde, reißt heute die Werbe- und Unterhaltungsindustrie die altersspezifischen Schranken gänzlich ein und sieht als wichtigste „Werberelevante Zielgruppe“ die Menschen zwischen 14 und 49. Durch diese Ausdehnung des Jugendgefühls („One age“) wird die Infantilisierung strukturell im Markt verankert: Kinder- und Jugendbücher und -filme oder Comics werden heute vielfach von Erwachsenen konsumiert. Über 19 Prozent der in der Sinus-Milieustudie als „Moderne Performer“ und damit als gesellschaftliches „Leitmilieu“ definierten Zielgruppe, also die gebildeten „Selbstverwirklicher“, kaufen Kinder- und Jugendbücher für sich selbst (im Bundesdurchschnitt sind es immerhin über 16 Prozent aller Menschen.) Die Schottin Johanna Basford hat 1,4 Millionen Exemplare ihres Malbuchs für Erwachsene Mein verzauberter Garten verkauft. 30 Millionen Deutsche spielen am Computer, davon fast 13,5 Millionen täglich. Sieben Millionen Gamer sind über 50 Jahre alt. Auch Designer entwerfen immer mehr All-age-Produkte, die die Baby-Boomer an ihre Kindheit erinnern. Der Slogan der Popkultur Die Young, Stay Pretty lässt das Altern als kognitiven Verfall (senility) und Fluch erscheinen.
Weitere Effekte der Allgegenwart der populären Medien seien die Verdrängung der sozialen Ungleichheit und der infantile Traum vom sozialen Aufstieg als Medienstar oder Topmodel.

### Einflüsse der Pädagogik und des Wohlfahrtsstaates
Matthias Heitmann sieht in der scheinbaren „Aufwertung der Belange und Potenziale junger Menschen“ auch eine „Entwertung des erwachsenen ‚mündigen‘ Menschen“. Die Zielsetzung, junge Menschen dazu zu erziehen, Verantwortung zu übernehmen, werde nicht mehr wirklich ernst genommen. Einerseits klage man über die Orientierungslosigkeit der Kinder, spreche aber den Erwachsenen das Recht ab, in Erziehungsfragen entscheiden zu können. Heitmann spricht in diesem Zusammenhang von „Erwachsenenkulissen“ wie Kinderparlamenten oder dem Informatikunterricht in der Grundschule, dessen Lernresultate im Erwachsenenleben kaum umzusetzen seien.
Ein anderer Aspekt der Infantilisierung sei eine feste kulturelle Verankerung erlernter Hilflosigkeit in den Strukturen des Wohlfahrtsstaates der letzten Jahrzehnte. Der „Nanny-Staat“ – so die Kritik von wirtschaftsliberaler Seite – verwandele den Menschen in ein realitätsfernes, fremdbestimmtes Kindheitswesen, das in der Traumwelt einer großen „Villa Kunterbunt“ lebe. Pascal Bruckner beschreibt den Zusammenhang von Infantilismus und Selbstviktimisierung moderner Gesellschaften: Das Individuum sei bis zum Äußersten auf seine Unabhängigkeit bedacht, beanspruche aber zugleich Fürsorge und Hilfe und schaue neid- und angstvoll auf andere; es verbinde die Doppelgestalt des Dissidenten und des Kleinkindes miteinander.